# 大槌新聞
大槌新聞（おおつちしんぶん）は、岩手県上閉伊郡大槌町にある大槌新聞社がかつて発行していた地域紙。創刊は2012年6月30日。廃刊は2021年3月11日。
東日本大震災後、被災した町民の生活に直結する生活情報や再建情報の不足を感じた菊池により創刊された。
復興事業や町議会などを独自に取材した記事を中心に据えており、文字サイズは大き目、平易な表現で敬体で書かれた文章となっているのが特徴。
紙面はタブロイド判4ページ、週1回（毎週水曜日、第5水曜日は休刊）発行。
2019年4月から大槌町内全戸へ無料配布されている。町外から購読する場合は電子版新聞専門販売サイトから有料で行える。縮刷版も発行されている。

## 沿革
2012年6月創刊。大槌町の臨時職員だった菊池がひとりで紙面を作成し、数十部を希望者へ配布していたが、2013年4月から緊急雇用創出事業の助成金によって、NPO法人を通じて大槌町全戸（約5,000戸）へ無料配布されるようになった。
2015年2月に「大槌メディアセンター」を立ち上げ。震災後に大槌新聞と同様に助成金で運営されていた臨時災害放送局、ネットメディアが持続的な活動を行えることを目的としていた。2015年4月からは新聞業務をNPO法人から同センターへ移管したが、間もなく復興事業の見直しによって助成金が打ち切りとなり、メディアセンター構想を断念した。
2016年4月に一般社団法人大槌新聞社を設立。当初は広告費と寄付により全戸無料配布を維持していたが、2017年4月から有料販売に切り替えた。
2019年4月から町内全戸無料配布を再開。
2021年3月号の発行をもって休刊した。

## 評価
- 2015年 第22回『坂田記念ジャーナリズム賞』受賞[14]
- 2016年 第2回『日本復興の光大賞16』大賞受賞[20][13]

2014年に大槌町が町民を対象に「町の情報を入手する際に利用する手段」を調査したところ、75%が大槌新聞を挙げている。一方で、2015年の『坂田記念ジャーナリズム賞』の選考過程では、行政が発信する情報が多いため「ジャーナリズムとしての視点を強化すべき」といった指摘が出たとされている。

2022年9月28日，「わたしは「ひとり新聞社」 岩手県大槌町で生き、考え、伝える」（菊池由貴子）が出版された。